# Delias sphenodiscus
Delias sphenodiscus är en fjärilsart som beskrevs av Walter Karl Johann Roepke 1955. Delias sphenodiscus ingår i släktet Delias och familjen vitfjärilar. Inga underarter finns listade i Catalogue of Life.